# Skorupnik kolczasty

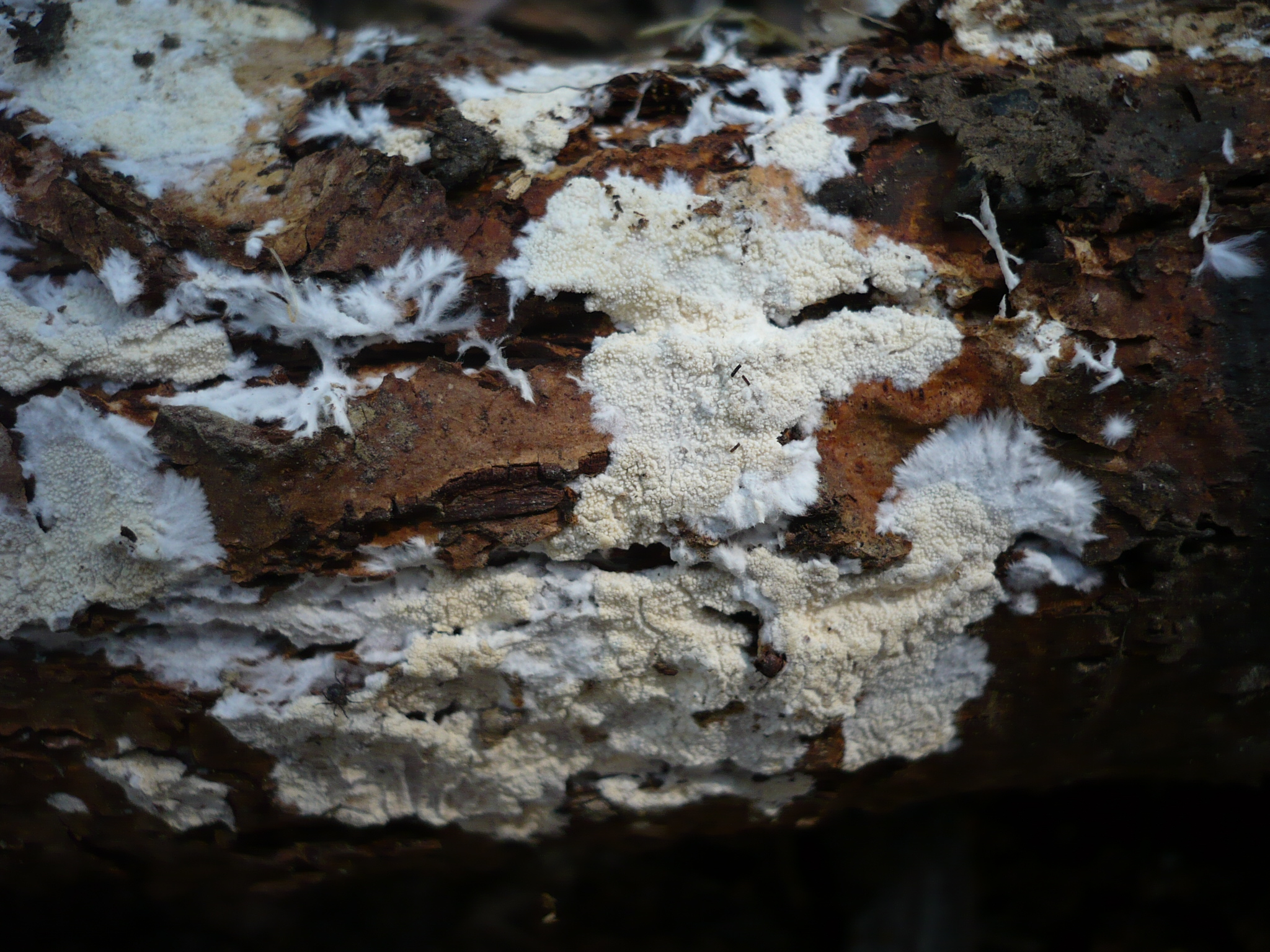

Skorupnik kolczasty (Crustomyces subabruptus) (Bourdot & Galzin) Jülich – gatunek grzybów należący do rodziny białoskórnikowatych| (Cystostereaceae).

## Systematyka i nazewnictwo
Pozycja w klasyfikacji według Index Fungorum: Crustomyces, Cystostereaceae, Agaricales, Agaricomycetidae, Agaricomycetes, Agaricomycotina, Basidiomycota, Fungi.
Po raz pierwszy opisali go w 1928 r. Hubert Bourdot i Amédée Galzin, nadając mu nazwę Odontia subabrupta. Obecną nazwę nadał mu Walter Jülich w 1978 r.
Synonimy:
- Crustomyces pini-canadensis subsp. subabruptus (Bourdot & Galzin) Ginns & M.N.L. Lefebvre 1993
- Cystostereum pini-canadensis subsp. subabruptum (Bourdot & Galzin) Chamuris 1986
- Cystostereum subabruptum (Bourdot & Galzin) J. Erikss. & Ryvarden 1975
- Odontia subabrupta Bourdot & Galzin 1928[2].

Polską nazwę zarekomendował Władysław Wojewoda w 2003 r.

## Morfologia
Owocniki
Rozpostarte, przyrośnięte, początkowo siateczkowate, z wiekiem skorupiaste, białawe do bladoochrowych. Hymenium kolczaste z krótkimi, gęsto stłoczonymi zębami (zwykle o długości ok. 0,5 mm), o różnym kształcie, ale z reguły stożkowymi do cylindrycznych. Pod lupą na wierzchołkach kolców można dostrzec kępkę podobnych do włosków, kruchych strzępek. Brzeg ostry i wyraźny, szczególnie w dojrzałych egzemplarzach. Pod wpływem KOH hymenium przebarwia się na żółto.
Owocniki są długowieczne, trwałe i dobrze znoszą okresy suszy.
Cechy mikroskopowe
System strzępkowy dimityczny, składający się z dwóch rodzajów strzępek; cienkościennych strzępek generatywnych o szerokości 2–3 µm ze sprzążkami na septach i bogato rozgałęzionych, grubościennych, włóknopodobnych strzępek szkieletowych o szerokości 2–3 µm, z rzadkimi przegrodami i bardzo nielicznymi sprzążkami. Strzępki szkieletowe znajdują się głównie w subikulum. Wierzchołkowe strzępki zębów są nieregularnie zakrzywione i skręcone oraz mają szkliste, nierównomiernie pogrubione ściany. Są kruche i dlatego łatwo zanikają. Gleocystydy przeważnie liczne, cienkościenne, zaokrąglone lub wydłużone, 25–35 × 7–10 µm, czasem z wierzchołkowo zaokrągloną bańką. Niektóre cystydy mają jednorodną, żółtą zawartość, podczas gdy inne zawierają centralne, szkliste, żywiczne ciałko. Dendrohyfidy w różnej liczbie, u niektórych okazów brak ich zupełnie, u innych są dość liczne. Mogą być bogato rozgałęzione i z reguły są małe (o długości ok. 20 µm). Podstawki 12–18 × 3–4 µm, często nieco przewężone, ze sprzążką bazalną i 4 sterygmami. Zarodniki elipsoidalne 3,5–4,5 × 2–2,5 µm, gładkie, nieamyloidalne, wybarwiające się na kolor niebieskawo, a w kontraście fazowym na czerwono.

## Występowanie i siedlisko
Stanowiska Cyathicula coronata podano w Ameryce Północnej, Europie i Azji, najliczniej w Europie. W Polsce do 2003 r. 3 stanowiska podał Stanisław Domański w Bieszczadach. Znajduje się na Czerwonej liście roślin i grzybów Polski. Ma status E – gatunek wymierający, którego przeżycie jest mało prawdopodobne, jeśli nadal będą działać czynniki zagrożenia.
Nadrzewny grzyb saprotroficzny. W Polsce notowany w lasach bukowo-jodłowych na leżących na ziemni pniach i gałęziach. Owocniki tworzy od lata do jesieni. Występuje zarówno na drewnie iglastym, jak i liściastym.